# 原帶天竺鯛
原帶天竺鯛（学名：Taeniamia lineolata），又稱条长鳍天竺鲷，为輻鰭魚綱鈎頭魚目天竺鲷科帶天竺鯛屬的鱼类。分布于从红海、东非、琉球群岛到热带西太平洋、台湾岛等。
其种加词“lineolata”意为“线条的”。

## 深度
水深1-20公尺。

## 特徵
本魚體呈圓形側扁，眼大。尾柄短，體呈白色略帶粉紅，腹部銀色，從頭部至腹部有橘色小細點，體側具數條淡褐色細橫紋，尾柄處具有一枚黑色斑點。側線明顯，具發光器官，背鰭硬棘7枚，背鰭軟條9枚，臀鰭硬棘2枚，臀鰭軟條12枚，體長可達10.3公分。

## 生態
本魚棲息於珊瑚礁潟湖區，喜群游，屬肉食性，以浮游生物和底棲性無脊椎動物為食。雄魚與雌魚交配後，雄魚會將卵含在口中保護，孵化之。

## 經濟利用
無任何經濟價值。